# 与郑邦瑞尺牍
《与郑邦瑞尺牍》，是明朝大儒王阳明的一封家书。王阳明书信、书法代表作之一，也是明代书法代表作之一。现藏美国普林斯顿大学美术馆。

## 背景
形制为长卷卷轴，纸质，纵有24厘米，横有398厘米。现藏美国普林斯顿大学美术馆。全卷以行草书写，自然清雅，真情流露，体现了这位大哲人性的一面。
郑邦瑞是王守仁外甥。大明嘉靖二年（1523年）癸未，王阳明年五十二岁，在余姚省亲。同年九月，葬父亲海日翁于余姚天柱峰，葬郑太夫人于徐山。嘉靖四（1525）年初，王阳明夫人诸氏也逝世，同年四月，附葬诸氏于余姚徐山。同年九月，王阳明回到余姚扫墓。此通手札是王阳明吩咐郑邦瑞对家事的安排。虽然通卷为行草书写，行目明晰，未有涂抹，字迹点画交代明白，易于辨识浏览。此手札保存亦完整无损，品相完好，为有明名人遗存书法作品中的杰作。

## 书法

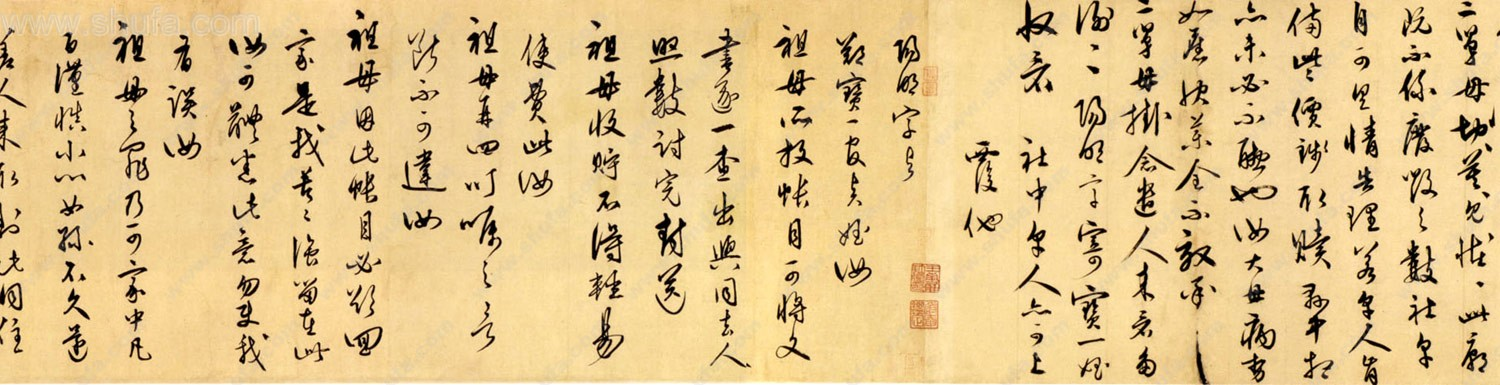
王阳明《与郑邦瑞尺牍》，现藏美国普林斯顿大学美术馆

《与郑邦瑞尺牍》局部如下：

## 全文
《与郑邦瑞尺牍》全文如下：
| 修理聖龜山廟時，我因外祖及二舅父分上特捨梁木，聽社衆將我名字寫在梁上。此廟既係社衆香火所關，何不及早赴縣陳告。直待項家承買了，然後來說此是衆人自失了事機。我自來不曾替人作書入府縣，此是人人所知，可多多上覆。二舅母（切莫見怪）此廟既不係廢毀之數，社衆自可具情告理，若衆人肯備些價錢取贖，縣中想亦未必不聽也。汝大母病勢如舊，服藥全不效。承二舅母掛念，遣人來看，多謝多謝。陽明字寄寶一姪收看，社中衆人亦可上覆他。 陽明字與鄭寶一官賢姪，汝祖母所投帳目可將文書逐一查出，與同去人照數討完，封送祖母收貯。不得輕易使費。此汝祖母再四叮囑之言，斷不可違。汝祖母因此帳目必欲回家，是我苦苦強留在此，汝可體悉此意，勿使我有誤汝祖母之罪乃可。家中凡事謹慎小心，女孫不久還差人來取，到此同住也，先說與知之。四月初三日，陽明字與列位賢弟姪同看。 向曾遣人迎接二舅母，因病體未平復，遂不敢強。今聞已盡安好，故特差人奉迎。書到即望將帶孫女來此同住。其王處親事，須到此商議。停當後然可許一應事務。我自有處，不必勞心也，不一一。陽明書致寶一姪收看，十月十六日。 |